# Баннен, Иэн
Иэн Эдмунд Баннен (англ. Ian Edmund Bannen; 29 июня 1928 — 3 ноября 1999) — британский актёр.

## Биография
Баннен родился в городке Эрдри, графство Северный Ланаркшир, в семье юриста.
После окончания учёбы в колледже Святого Алоизия в Глазго и Рэтклифф-колледж в Лестершире он служил в британской армии. Его актёрский дебют состоялся в 1947 году в Дублине в театральном постановке «Браслет из нефрита». Его дальнейшая карьера стала стремительно развиваться, и вскоре он стал одним из ведущих театральных актёров на лондонской сцене, благодаря успешным появлениям в знаменитых постановках пьес Уильяма Шекспира и Юджина О’Нила. Вскоре Баннен стал членом Королевской шекспировской компании, продолжив свои успешные выступления также и на Бродвее.
На большом экране актёр дебютировала в начале 1950-х годов. В 1965 году его появление в картине «Полёт Феникса» принесло ему номинацию на премии «Оскар» за лучшую мужскую роль второго плана, а также номинацию на «Золотой глобус» как лучший новичок года. В том же году он снялся вместе с Шоном Коннери в тюремной драме «Холм».
В 1972 году Баннен был номинирован на премию BAFTA как лучший актёр второго плана за роль подозреваемого в педофилии Кеннета Бакстера в драме «Оскорбление». Помимо этого запоминающимися стали его роли дедушки Джорджа в картине Джона Бурмана «Надежда и слава» (1987) (вторая номинация на премию BAFTA), Роберта Брюса в исторической драме «Храброе сердце» (1995), а также хитрого крестьянина в комедии «Сюрприз старины Неда» (1998).
Баннен трагически погиб в автокатастрофе на озере Лох-Несс в ноябре 1999 года. Машина, в которой он уехал вместе с супругой Мэрилин Солсбери, перевернулась на участке дороги между Инвернесс и Форт-Огастес. Его супруга, с которой он был вместе с 1976 года, осталась жива, получив лишь незначительные травмы.

## Избранная фильмография
- В пятницу в половине двенадцатого... (1961) — Китсон
- Холм (1965) — штаб-сержант Харрис
- Полёт Феникса (1965) — Кроу
- Слишком поздно, герой (1970) — рядовой Джок Торнтон
- Джейн Эйр (1970) — Сент-Джон Риверс
- Человек-макинтош (1973) — Слейд
- Из могилы (1974) — Кристофер Лоу (сегмент 2 «An Act of Kindness»)
- Поездка (1974) — Антонио Браджи
- Вкуси пулю (1975) — сэр Гарри Норфолк
- Иисус из Назарета (1977) — Амос
- Этот проклятый бронепоезд (1977) — полковник Томас Бакнер
- Ганди (1982) — старший офицер Филдс
- Парк Горького (1983) — Ямской
- Защита государства (1985) — Деннис Маркхем
- Надежда и слава (1987) — дед Джордж
- Леди и разбойник (1989) — Кристиан Дрисдейл
- Папа — привидение (1990) — сэр Эдит Мозер
- Переступая черту (1990) — Мэтт Мейсон
- Ущерб (1992) — Эдвард Ллойд
- Храброе сердце (1995) — прокажённый Брюс—старший
- Сюрприз старины Неда (1998) — Джеки O’Ши